# Olivier Faugeras
Olivier Faugeras, né le 22 décembre 1949, est un informaticien français, membre de l'Académie des sciences et de l'Académie des technologies . 

## Biographie
Il a été président (2004-2007) du Conseil scientifique de l'Institut français du pétrole où il a succédé à Jean Dercourt et membre du conseil d'administration de l'Agence nationale de la recherche (2007-2008).  Il est directeur de recherche à l'Institut national de recherche en informatique et en automatique.
Ancien élève de l'École polytechnique (1971), Olivier Faugeras est diplômé de l'École nationale supérieure des télécommunications (1973), titulaire d'un PhD (informatique) de l'université de l'Utah (1976) et d'un doctorat ès-Sciences (mathématiques) de l'université Pierre-et-Marie-Curie (1981).
C'est un spécialiste de la vision par ordinateur: ses ouvrages Three-Dimensional Computer Vision: a Geometric Viewpoint et The Geometry of Multiple Imagessont des références dans ce domaine.
Depuis 2002 son domaine de recherche est celui des neurosciences mathématiques et computationnelles. Il a créé avec  Stephen Coombes de l'Université de Nottingham le Journal of Mathematical Neuroscience